# Миди-де-Бигор
Миди-де-Бигорр (фр. Pic du Midi de Bigorre) — горная вершина во французских Пиренеях. Расположена неподалёку от границы Испании и Франции. Высота — 2877 м. Название означает "Южный Пик Бигорра", по аналогии с находящимся относительно недалеко Миди-д’Осо (фр. Pic du Midi d'Ossau), т.е. Южным Пиком Осо.
На вершине находится Обсерватория Пик-дю-Миди, научное учреждение Франции. Расположена в Пиренеях, вблизи вершины Миди-де-Бигорр. К обсерватории проведена канатная дорога.

## Панорама

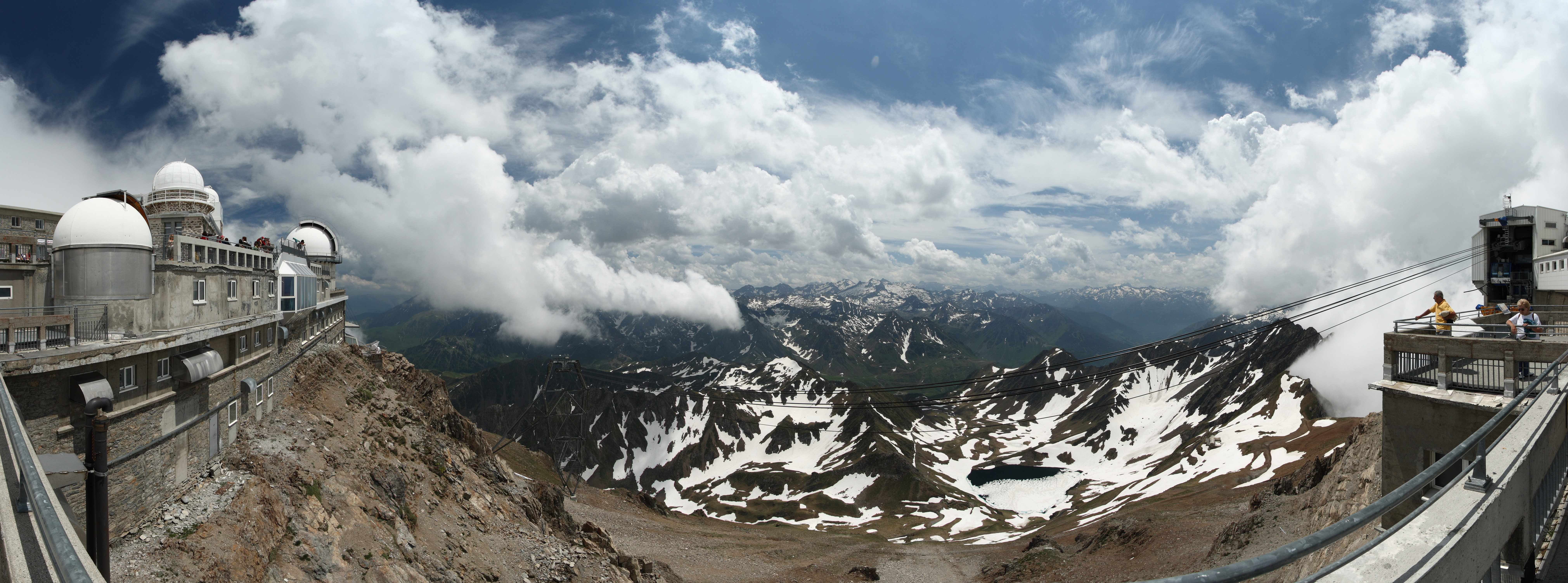
Панорама